# Abschnittsbefestigung Straßberg (Bobingen)
Die Abschnittsbefestigung Straßberg liegt neben einem mittelalterlichen Burgstall auf der Wertachleite nördlich des Bobinger Stadtteiles Straßberg im Landkreis Augsburg (Bayerisch-Schwaben). Das Bodendenkmal könnte in seiner letzten Ausbaustufe auf eine ungarnzeitliche Befestigungsanlage zurückgehen.

## Geschichte

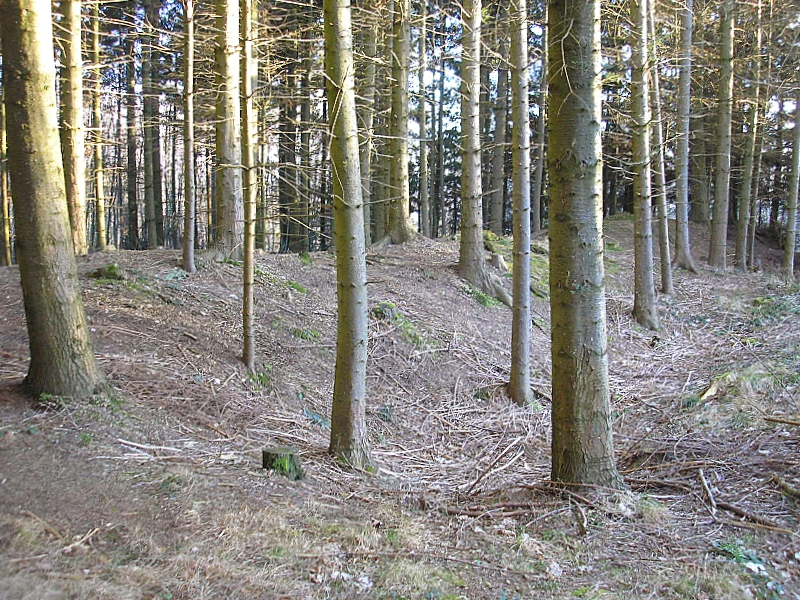
Der Abschnittswall nach Süden

Die Zeitstellung der erhaltenen Erdwerke ist unklar. Der Burgplatz war bereits während der Urnenfelderzeit besiedelt (Bodenfund). Nordwestlich der Anlage hat sich ein größeres Grabhügelfeld der Bronze- und Hallstattzeit erhalten.
Die Erdrippen vor dem Frontwall wurden von Otto Schneider als ungarnzeitliche Reiterannäherungshindernisse gedeutet. Solche, senkrecht vor den Hauptwall gelegten Riegel waren sicherlich mit spitzen Pflöcken bewehrt oder mit Dornengestrüpp bepflanzt und zwangen so die magyarischen Reiter zum ungewohnten Fußkampf.
Ähnliche „Reitergassen“ sind ein besonderes Kennzeichen der Ungarnschutzburgen im Bereich des Bistums Augsburg. Straßberg zeigt hier in der vereinfachten oder frühen Ausführung dieser Hindernisse deutliche Ähnlichkeiten zur Befestigung auf dem Eselsberg bei Thierhaupten. Den größeren Ungarnwällen (Buschelberg bei Fischach,  Haldenburg bei Schwabegg) waren bis zu 30 Meter lange Erdrippen vorgelegt.
Die Vorbefestigungen in Straßberg sind auch als Fallgruben interpretierbar. Die kurzen Erdriegel konnten die berittenen ungarischen Bogenschützen eigentlich nicht ohne zusätzliche Annäherungshindernisse auf Distanz zum Hauptwall halten.
Ebenso unklar ist die Zeitstellung der unmittelbar benachbarten Befestigungsanlage „im Viehtrieb“. Dieses Bodendenkmal könnte eine hochmittelalterliche Burganlage gewesen sein. Die eindrucksvollen Wallzüge und Gräben entstanden durch Nacharbeitung älterer Hohlwegrinnen, die auf einen aufgelassenen Werkplatz (Eisenerztagebau) hindeuten. Im Süden entstand so ein vierfach gestaffeltes Wallsystem, das wiederum an ungarnzeitliche Schutzburgen erinnert.

## Beschreibung
Der etwa 40 Meter lange Wallzug wurde einer natürlichen Geländestufe aufgesetzt und trennt einen ungefähr 70 Meter langen, nach Osten ausspringenden Hügelsporn vom Höhenrücken ab. Im Nordwesten läuft das Gelände relativ eben zur Hochfläche. In diesem Bereich sind keine weiteren Erdwerke erkennbar. Im Süden und Osten schützen die Steilhänge die etwa 30 Höhenmeter über der Wertachebene liegende Wehranlage.
Die äußere Wallhöhe beträgt ungefähr zwei Meter. Im Westen ist dem Wall ein bis zu einem Meter tiefer Graben vorgelegt, der von fünf Erdriegeln unterbrochen wird. Nach Osten fällt die Erdschüttung  bogenförmig ca. vier Meter zum Innenraum ab.
Das westliche Vorgelände wurde durch die Anlage eines Wasserhochbehälters stark verändert. Der erhaltene Wall dürfte durch Erdfluss einiges von seiner ursprünglichen Höhe verloren haben.
Das Bayerische Landesamt für Denkmalpflege verzeichnet das Bodendenkmal als Abschnittsbefestigung unbekannter Zeitstellung und Siedlungsfund der Urnenfelderzeit unter der Denkmalnummer D 7-7730-0034.